# Bergums distrikt
Bergums distrikt är ett distrikt i Göteborgs kommun och Västra Götalands län. 
Distriktet ligger i nordöstra Göteborg.

## Tidigare administrativ tillhörighet
Distriktet inrättades 2016 och utgörs av en del av området Göteborgs stad omfattade till 1971, delen som före 1967 utgjorde Bergums socken.
Området motsvarar den omfattning Bergums församling hade vid årsskiftet 1999/2000.